# البيضاء (المسيمير)

تعديل مصدري - تعديل

البيضاء هي إحدى قرى عزلة المسيمير بمديرية المسيمير التابعة لمحافظة لحج، بلغ تعداد سكانها 20 نسمة حسب تعداد اليمن لعام 2004.